# Ajuntament d'Almenar
L'edifici de l'Ajuntament d'Almenar és un monument d'estil neoclàssic del municipi d'Almenar (Segrià) protegit com a bé cultural d'interès local.

## Descripció
L'Ajuntament d'Almenar és situat davant mateix de l'església. Les façanes donen a la plaça de la Vila i a la placeta de l'Argolla.
Fou construït entorn de 1860 al lloc on hi havia l'antic ajuntament. Es tracta d'un edifici de grans dimensions - de planta rectangular, encara que lleugerament trapezoïdal,- amb una notable façana neoclàssica del segle xviii.
L'estructura es compon de murs de càrrega d'uns 60 cm de gruix, al voltant de la caixa d'escala que rep llum d'un lluernari i forjats de bigues de fusta, amb voltes de guix i paviment ceràmic. L'immoble compta amb planta baixa, entresòl, primera planta, segona i golfes. El tret més característic és el porxo de la planta baixa format per quatre arcs de mig punt força alts, tres donen a la plaça de la Vila i el darrer a la placeta de l'Argolla. La planta baixa és de pedra pulida. El primer pis és arrebossat i pintat. Als angles hi ha carreus que reforcen l'edifici. La porta d'entrada és d'arc de mig punt adovellat. Al primer pis hi ha un seguit de balcons i al segon hi ha dues finestres balconeres i una de senzilla i més petita al mig. Ambdós pisos estan connectats mitjançant pilastres amb capitells corintis de mida força gran que separen les obertures. De fet, segueix l'estructura pròpia dels palaus renaixentistes. La coberta, que descansa sobre una cornisa, és de teula a quatre vessants.
Posteriorment s'hi va afegir un edifici amb façana a la Baixada de l'Àngel

## Història
La construcció neoclàssica actual s'ubica en el mateix lloc on hi havia l'antic edifici, enderrocat pel seu mal estat. De la Paeria primitiva es conserva la presó i, almenys, part del basament amb alguna sitja del Comú.
La situació del primitiu edifici no és atzarosa i feu que la casa de la vila tingués gran importància quan Almenar depenia de Carcassona. El fet que la paeria era edificat davant del cementiri (on hi ha l'actual plaça) li conferia jurisdicció eclesiàstica al lloc, és a dir, era exempt de la senyoria de la vila i destinat al Comú. Allí el poble es podia reunir lliurement i allí es prepararen els avalots de 1494 i els afers per retornar el poble a la Corona al segle xvi, a despit dels Carcassona.
L'edificació del nou ajuntament tampoc sembla debades. Amb l'adveniment dels segles moderns, els nuclis d'una certa importància de les zones rurals ben aviat substituiran la dicotomia entre església i castell per la d'església i ajuntament. Les cases comunals adquireixen un protagonisme molt elevat dins el nucli històric de la vila o la ciutat. De vegades, la seva ubicació directament «afrontada» amb l'església, sembla una al·legoria de l'«enfrontament» real que van viure en moltes ocasions aquestes corporacions, profusament documentada a Cervera i a Tàrrega. El cas d'Almenar, on la façana principal de l'església i la de l'Ajuntament es miren de front, delimitant els extrems de la plaça n'és un exemple flagrant.